# Santa Fiesta
Santa Fiesta es una película documental estrenada en 2016 y dirigida por Miguel Ángel Rolland. El documental denuncia  el sufrimiento de los animales en determinadas fiestas locales de España. 

## Argumento
La película parte de la premisa de la existencia de fiestas populares en 16.000 localidades españolas que utilizan el maltrato animal como forma de diversión.
El recorrido en imágenes por la tortura animal recoge el sufrimiento de los toros mediante distintas formas de tortura, y el maltrato de palomas, ratas, cerdos, gansos, ocas, caballos y hormigas. La narración es visual, sin textos ni palabras, intentando mostrar la vinculación de las fiestas patronales de corte religioso y tradición católica con el maltrato animal.

## Producción
La película se rodó en 15 fiestas populares y 12 localizaciones durante 2014 y 2015. Algunas de las fiestas fueron: el Toro de la Vega, los Bous a la Mar (Denia, Alicante), la suelta de patos de Sagunto (Valencia), el paseo en el burro de Peropalo en los Carnavales de Villanueva de la Vera (Cáceres) y Las Luminarias de San Bartolomé de Pinares en Ávila, donde los equinos pasan a través de humo y fuego para ser "purificados".
El director del documental estuvo durante un año filmando en secreto durante las distintas fiestas patronales; 74 minutos de imágenes  sin entrevistas ni declaraciones, ni grupos ecologistas o animalistas. Mediante las imágenes busca la empatía de un público que se conmueva por la crueldad hacia los animales.
Filmada y montada con el sonido original, la película impacta en el público en momentos concretos, en los segundos previos a un linchamiento, o tras asistir a la decapitación de una oca.
El  documental estaba pensado para filmarse en cincuenta localidades, que se quedaron en 12, por el modelo de financiación mediante el sistema de "crowdfunding" y por lo arriesgado de su rodaje. Estuvieron en peligro el material técnico y la integridad física del equipo de rodaje; sus integrantes se escondían entre los turistas.
Además de una denuncia hacia la Iglesia católica hay una denuncia hacia el apoyo de las distintas administraciones públicas. Las fiestas que aparecen en la película donde se maltrata a los animales, están financiadas por los ayuntamientos y las comunidades autónomas.  El rodaje en las 12 localidades se realizó sin permiso, ante el temor de que la película pudiera ser censurada posteriormente. También relata la lealtad y el sentido identitario local, en donde hay una amplia participación popular, y una total implicación de las administraciones públicas. El sistema de captación de fondos se realizó mediante la plataforma Indiegogo de micromecenazgo, consiguiéndose 23.976 dólares de más de 500 mecenas.
En ella han colaborado de forma altruista numerosas personas y profesionales. César Strawberry, líder de la banda gallega Def con Dos, es autor de la banda sonora.
La película se estrenó en DocumentaMadrid 2016 y ha participado en los Festivales Cinespaña, Sitges, Festival de Cine Animal de Colombia, Central Doc de México, Festival Internacional de Cine Medioambiental de Canarias (FICMEC), en la 1a Mostra Internacional de Cinema Animal de Sabadell y en Capital Animal Valencia.